# Dwergpinguïn
De dwergpinguïn (Eudyptula minor) is de kleinste pinguïnsoort.

## Etymologie
De wetenschappelijke naam voor de dwergpinguïn is Eudyptula minor. Eudyptula betekent ‘kleine goede duiker’.

## Beschrijving
De dwergpinguïn wordt tussen de 30 tot 40 cm hoog en weegt gemiddeld 1 à 1,2 kilo. Er is weinig verschil tussen de geslachten. Het mannetje is vaak iets groter en zwaarder dan het vrouwtje. Beide hebben hetzelfde verenkleed. De kruin, de nek, het bovenlichaam en de vinnen zijn donker leiblauw. De kleur van de zijkant van de kop en onder de ogen is grijs. De rest van de kop, de keel en de buik zijn wit.
Net als veel andere zeedieren maken dwergpinguïns gebruik van camouflage. De bovenkant (rug, kop, staart) is donker, zoals het zeeoppervlak. De onderkant (buik, hals) is zilverwit zoals de reflectie van het licht in het water. Hierdoor kunnen bijvoorbeeld roofvogels vanuit de lucht en haaien vanuit de zee de dwergpinguïn niet herkennen als prooi.
Het buitenste deel van de veren is stug en fungeert als een windbreker. De pinguïns gebruiken olie uit een klier in de buurt van hun staart om zich mee in te smeren en zo hun verenkleed waterdicht te maken. Aan het onderste gedeelte van de veren zit een laag dons die zorgt voor een laag isolerende lucht. Het dons en de laag vet onder de huid houden de dwergpinguïn warm.
De rui bij pinguïns gebeurt in één keer, anders dan bij de meeste vogels die het hele jaar door nieuwe veren krijgen. De dwergpinguïn kan niet zonder een volledig waterdicht verenpak vanwege het risico op onderkoeling. Wanneer het laatste jong het nest heeft verlaten, gaan de pinguïns zich voorbereiden op de rui. Ze eten zeer veel om hun vetreserves te vergroten en kunnen tot twee keer zoveel wegen als normaal. Dit is nodig, omdat de rui veel energie vraagt en noodgedwongen tot verhongering leidt gedurende de 2 à 3 weken per jaar die zij in hun hol verblijven voor de rui. Bij de dwergpinguïns op Montagu Island vindt de rui ongeveer van februari tot april plaats.
Dwergpinguïns hebben grote ogen die speciaal zijn aangepast voor het opsporen van beweging bij weinig licht. De iris is zilver- of blauw-grijs of hazelnootkleurig. De hoornvliezen zijn afgeplat, zodat ze zowel onder als boven water goed kunnen zien. Net als veel andere vogelsoorten hebben dwergpinguïns een 'derde ooglid' (Palpebra tertia). Dit is een doorzichtig ooglid dat de ogen tegen het water beschermt en dat op het land wordt gebruikt als een 'ruitenwisser' om zand uit de ogen te knipperen.
De donkere grijs-zwarte snavel is 3–4 cm lang. De dwergpinguïns hebben een zeer sterke beet en de randen van de snavel zijn erg scherp. De snavelhelften sluiten precies op elkaar en aan het einde van de bovenkant zit een haak. Ook hebben ze stekels op hun tong en gehemelte die wijzen richting de keel. Hiermee kunnen ze hun gladde prooi makkelijker vangen en doorslikken. De snavel (m.n. de snaveldiepte) van het mannetje is meestal iets groter dan die van het vrouwtje.
De voeten zijn lichtroze met zwarte strepen en zolen. Tussen de tenen zitten zwemvliezen. De sterke klauwen zijn geschikt om over de glibberige rotsen te klauteren en om te graven.
Dwergpinguïns zijn uitstekend aangepast aan het leven in zee. Het lichaam is gestroomlijnd en de smalle vleugels, ook wel vinnen genoemd, worden gebruikt voor een efficiënte voortstuwing in het water, die lijkt op de manier waarop vogels in de lucht hun vleugels gebruiken om te vliegen. De staart heeft de vorm van een staartvin zoals bij een vis en wordt gebruikt als roer.
Net als sommige andere zeevogels hebben dwergpinguïns speciale zoutklieren. Deze zitten boven de ogen in hun kop. Hiermee kunnen ze het teveel aan zout dat ze binnenkrijgen uit hun bloed filteren. Via de neusgaten loopt of niezen ze dit zout eruit.

Een onvolwassen dwergpinguïn heeft een kortere snavel en lichtere bovendelen. Als het uitkomt heeft het kuiken een grijs-bruin dons. Na een week krijgt het kuiken chocoladebruin dons op de rug en lichtgrijs dons op de buik. De jongen krijgen hun volwassen verenkleed als ze 50 tot 65 dagen (8 weken) oud zijn.

## Leeftijd
Dwergpinguïns bereiken een gemiddelde leeftijd van 6,5 jaar. In zeer uitzonderlijke gevallen kunnen ze in gevangenschap tot 25 jaar worden.

## Leefomgeving en aantallen
Dwergpinguïns komen voor aan de kusten van Nieuw-Zeeland, Tasmanië, de Chathameilanden en aan de zuidkust van Australië. De dwergpinguïn is de enige pinguïnsoort die broedt op het Australische vasteland en is te vinden van ongeveer Perth in het westen van Australië tot ongeveer Coffs Harbour in het noorden van de staat New South Wales. Oorspronkelijk kwamen de dwergpinguïns veel voor op het Australische vasteland, maar tegenwoordig zijn hun kolonies met name beperkt tot eilanden voor de kust.
Het aantal dwergpinguïns in Australië wordt geschat op 1.000.000 exemplaren. Tasmaanse schattingen lopen uiteen van 110.000 - 190.000 broedparen, waarvan minder dan 5% zijn te vinden op het vasteland van Tasmanië.
De enige bekende broedkolonie op het vasteland is in New South Wales in een afgelegen baai in Sydney Harbour (Port Jackson), in Manly. Deze kolonie heeft de status van bedreigde populatie. Op de eilanden voor de kust van New South Wales broeden naar schatting 25.000 exemplaren. De grootste kolonies bevinden zich op de eilanden: Montague Island, Tollgate Island en Brush Island.
De dwergpinguïn is geen bedreigde diersoort en heeft de status ‘minst zorgwekkend’ of ‘veilig’ volgens de beoordeling van de IUCN. Het leefgebied van de dwergpinguïn is namelijk niet kleiner dan 20.000 km² en heeft geen dalend(e) of fluctuerend(e): habitatgrootte of –kwaliteit, aantal exemplaren, aantal leefgebieden of een ernstige fragmentering hiervan. De aantallen nemen wel af, maar de afname blijft onder de 30% binnen 10 jaar of drie generaties. Het is onbekend hoeveel exemplaren er zijn, maar de grootte van de populatie is niet kleiner dan 10.000 volwassen exemplaren met een daling van 10% in 10 jaar of drie generaties.

## Voedsel
De dwergpinguïn is een voedsel-opportunist: een dier dat bijna alles eet wat voorhanden is. Hun belangrijkste voedsel bestaat uit jonge scholenvissen als sardines en ansjovis. Bij een gebrek hieraan eten ze ook jonge rode kabeljauw, barracuda, blauwbaars en blauwe grenadier. Daarnaast eet de dwergpinguïn af en toe inktvis, krill,  krabben larven en zeepaardjes. De prooi wordt in zijn geheel doorgeslikt.

Dwergpinguïns zoeken vaak prooi in ondiep water. Ze maken korte duiken van ongeveer 24 seconden, vaak tussen de 5 en 30 m diep, af en toe tot 60 meter.
Sommige dwergpinguïns keren het hele jaar steeds weer naar hun holen terug, maar de meeste blijven in de herfst- en winterperiode in de zee.
De beschikbaarheid en de hoeveelheid energie die dwergpinguïns steken in het vangen van prooi, beïnvloeden het broedsucces. Jaren met een slecht broedsucces bij Phillip-eiland zijn meestal geassocieerd met de afwezigheid van sardines in de voeding.
Dwergpinguïns jagen vaak in groep, waarbij ze mogelijk samenwerken om een school vissen te concentreren.

## Voortplanting
Dwergpinguïns nestelen gewoonlijk in een hol onder de grond, maar broeden ook wel in grotten, rotsspleten, tussen begroeide rotsen of onder huizen. Op een bedje van gras en takjes worden twee eieren gelegd die worden uitgebroed door beide ouders, de kuikens blijven nog 7-10 dagen onder hun ouders. De ouders waken daarna nog 13 weken bij het nest. Op zee vangen ze kleine visjes, ze blijven meestal tot zonsondergang op zee, waarna ze aan land gaan.

## Ondersoorten
De dwergpinguïn is voor het eerst beschreven door de Duitse natuuronderzoeker Johann Reinhold Forster in 1781. Er zijn verschillende ondersoorten, maar er is nog steeds discussie over de precieze indeling. De strepen op de afbeelding in het kader geven de gebieden aan waar de ondersoorten voorkomen.
De volgende ondersoorten zijn te onderscheiden:
- E. m. albosignata, (witvleugelpinguïn) komt voor op het Banks-schiereiland en het Motunau-eiland, vlak bij Canterbury, Nieuw-Zeeland.
- E. m. chathamensis, komt voor op de Chathameilanden, 1000 km ten oosten van het Zuidereiland van Nieuw-Zeeland.
- E. m. iredalei, komt voor aan de noordkant van het Noordereiland van Nieuw-Zeeland.
- E. m. minor, komt voor op west- en zuidwestelijke kust van het Zuidereiland van Nieuw-Zeeland
- E. m. novaehollandiae, komt voor in Zuid-Australië en Tasmanië.
- E. m. variabilis, komt voor aan de zuidkust van het Noordereiland van Nieuw-Zeeland.

Het Museum van Nieuw-Zeeland Te Papa Tongarewa heeft opgezette exemplaren van de ondersoorten van de dwergpinguïn in de collectie: Eudyptula minor chathamensis en Eudyptula minor variabilis.
De witvleugelpinguïn, in het Engels de White-flippered Penguin genoemd, wordt sinds 2009 door de IUCN en BirdLife International gezien als een ondersoort van de dwergpinguïn.

## Status
De grootte van de populatie wordt geschat op ruim 450 duizend volwassen vogels. Op de Rode lijst van de IUCN heeft deze soort de status niet bedreigd.

## Toerisme
In het westen van Australië, ten zuiden van Perth, ligt Penguin Island waar bezoekers de dwergpinguïns kunnen bekijken.
In het zuiden van Australië, ten zuidoosten van Melbourne ligt Phillip-eiland met het Phillip Island Nature Park dat bekendstaat om de nachtelijke dwergpinguïnparade. De "Parade" is een zeer populaire attractie met ongeveer een half miljoen bezoekers per jaar.
Op het Kangaroo Island in Kingscote (in zuiden van Australië) is het Kangaroo Island Marine Centre
 en het Penneshaw Penguin Centre waar dwergpinguïns bekeken kunnen worden.
In de regio Otago, Nieuw-Zeeland, kan in Oamaru een bezoek gebracht worden aan de kolonie dwergpinguïns aldaar.

## Dwergpinguïn in andere talen
- Engels: little penguins, fairy penguins (Australië), (little) blue penguins (Nieuw-Zeeland)
- Māori: Kororā